# Jack Silver
Jack Howard Silver (Missoula, Montana, 23 de abril de 1942 – 22 de dezembro de 2016) foi um matemático estadunidense, especialista em teoria dos conjuntos e lógica, professor da Universidade da Califórnia em Berkeley.
Obteve um Ph.D. em matemática na Universidade da Califórnia em Berkeley em 1966, orientado por Robert Lawson Vaught, começando a trabalhar na mesma instituição no ano seguinte. Recebeu uma bolsa Sloan de 1970 a 1972. Silver fez diversas constribuições à teoria dos conjuntos nas áreas de grandes cardeais e universo construível L. 

## Publicações selecionadas
- Silver, Jack H. (1980). "Counting the number of equivalence classes of Borel and coanalytic equivalence relations". Annals of Mathematical Logic 18(1), pp. 1-28.
- Silver, Jack (1975). "On the singular cardinals problem". In Proceedings of the International Congress of Mathematicians 1, pp. 265-268
- Silver, Jack H. (1974). "Indecomposable ultrafilters and 0#". In Proceedings of the Tarski Symposium, Proceedings of Symposia in Pure Mathematics XXV,  pp. 357-363
- Silver, Jack H. (1973). "The bearing of large cardinals on constructibility". In Studies in Model Theory, MAA Studies in Mathematics 8, pp. 158-182.
- Silver, Jack H. (1971). "Some applications of model theory in set theory". Annals of Mathematical Logic 3(1), pp. 45-110.

## Ligaçõesexternas
- Jack Silver at Berkeley